# Китсбург (Илиноис)
Китсбург (енгл. Keithsburg) град је у америчкој савезној држави Илиноис. По попису становништва из 2010. у њему је живело 609 становника.

## Демографија
Према попису становништва из 2010. у граду је живело 609 становника, што је 105 (14,7%) становника мање него 2000. године.
| Група             | 2000.       | 2010.       |
| Белци             | 702 (98,3%) | 593 (97,4%) |
| Афроамериканци    | 0 (0,0%)    | 0 (0,0%)    |
| Азијати           | 0 (0,0%)    | 0 (0,0%)    |
| Хиспаноамериканци | 3 (0,4%)    | 10 (1,6%)   |
| Укупно            | 714         | 609         |